# Massive Attack
Massive Attack es un grupo musical formado en la ciudad portuaria de Bristol, Inglaterra. Considerados como los padres del denominado trip hop, pese a que siempre han renegado de esa etiqueta, este estilo puede clasificarse como hip hop experimental, aunque combina elementos del dub, jazz, soul, música alternativa, y contando con una potente influencia de la música electrónica en sus vertientes más oscuras.

## Carrera discográfica
Nació fruto de una comunidad artística denominada The Wild Bunch. El grupo lo formaron entonces Andrew "Mushroom" Vowles y Grant "Daddy G" Marshall e incorporaron a 3D (Robert del Naja), un artista grafitero. Otro miembro inicial que abandonó el grupo antes de grabar el primer sencillo fue Nellee Hooper, que se unió a otro proyecto conocido, Soul II Soul. Graban su primer sencillo en 1990 "Daydreaming," con la colaboración de otro miembro del Wild Bunch, Tricky. En ese momento se da a conocer su vocalista Shara Nelson. Los siguientes sencillos son "Unfinished Sympathy" y "Safe From Harm". En 1991 editan su primer álbum, Blue Lines. Con un pobre éxito comercial en su momento y un gran éxito de crítica, posteriormente este disco se transformaría en uno de los discos más influyentes de la industria británica de los noventa, inspirando otros proyectos como Portishead y Morcheeba. Blue Lines se clasificó en un nuevo género musical conocido como “sonido de Bristol”, al cual la prensa llamaría trip hop.

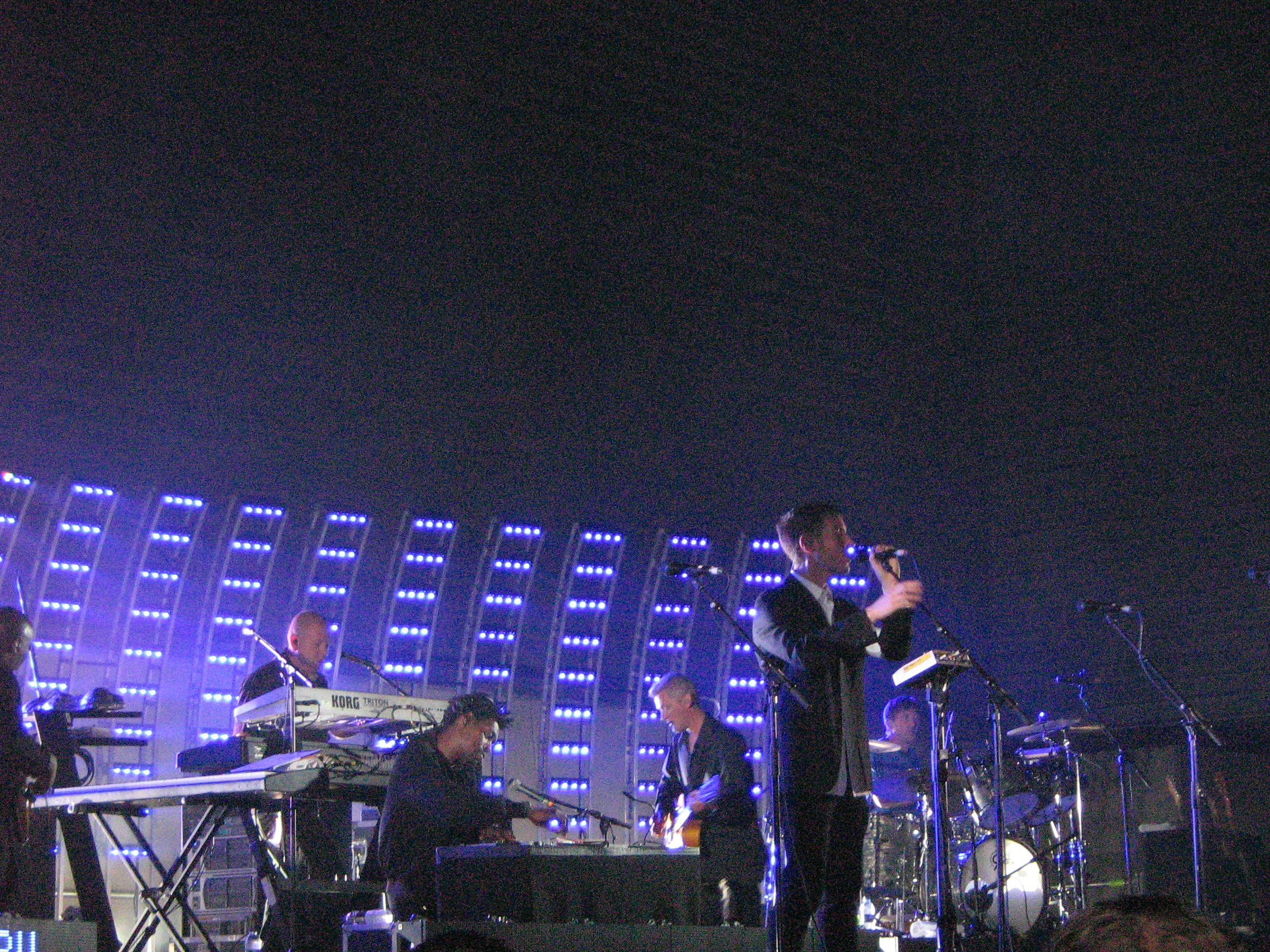
Massive Attack en concierto en el BEC, Baracaldo, España.

Durante la primera guerra del Golfo, los medios británicos evitaron utilizar términos que recordaran la guerra y la violencia, y Massive Attack (en aquel entonces luchando por posicionarse en la escena) se vieron forzados a cambiar temporalmente su nombre solamente a Massive por consejo de su por entonces, mánager. Robert Del Naja estaba abiertamente en contra de la intervención militar de Estados Unidos en el tercer mundo en nombre de la democracia y hasta el día de hoy sigue arrepintiéndose de haber accedido a este cambio de nombre.
Tras una ruinosa y fracasada gira por Estados Unidos (en parte debido a la confusión que produjo el no llevar la palabra Attack, como originalmente se conocía al grupo), Shara Nelson deja la banda y comienza su carrera en solitario.
En 1994 Massive Attack lanza su segunda producción llamada Protection. Figurando dos arreglos instrumentales de Craig Armstrong, este álbum presenta un sonido más elaborado y profundo que su primer trabajo, marcando la última colaboración de Tricky, quien comienza su carrera como solista (Maxinquaye). Dentro de este disco destaca el sencillo Protection, que contó con la voz de Tracey Thorn del dúo Everything but the Girl, cuyo video musical destacó por el trabajo visual del director francés Michel Gondry. Otros sencillos son "Karmacoma" y "Sly". Posteriormente, en 1995, se editó un álbum remezclado por Mad Professor y titulado "No Protection", que presenta remezclas de las canciones del anterior disco. Ese mismo año, hicieron una colaboración con Madonna para un disco tributo a Marvin Gaye de la canción «I Want You», que posteriormente fue incluida en el recopilatorio de baladas de Madonna, Something to Remember.
Durante los siguientes años el grupo se dedica a remezclas, una larguísima gira y colaboraciones varias (Garbage, Madonna, etc). Por fin en 1997 y previo a su aparición en el festival de Glastonbury, publican el EP "Risingson". También en 1997, el grupo registró un nuevo título "Superpredators", una versión de la canción "Metal Postcard" de Siouxsie and the Banshees para la música de la película The Jackal.
El tercer álbum de Massive Attack, Mezzanine fue editado en 1998, mostrando a la banda trasladándose a terrenos musicales oscuros, y dominados por el sonido de guitarras eléctricas distorsionadas, siendo, en la voz de críticos y seguidores, una significante evolución. El disco cuenta con la colaboración de Horace Andy, que lo convierte en el único colaborador en sus tres discos. Otra colaboración es la de Elizabeth Fraser del grupo Cocteau Twins y la recién llegada Sara Jay. Mezzanine se convirtió en un disco de culto entre críticos y clubs. Se publicaron sencillos como "Teardrop" e "Inertia Creeps". Durante una gira por EE. UU. y Europa, Volwes deja el grupo por "desacuerdo artístico" con el rumbo del grupo. Daddy G y 3D siguen en la brecha pero Mushroom se retira por "agotamiento" y para estar con su familia.
Un cuarto álbum, 100th Window, fue editado el 10 de febrero del 2003 entrando directamente entre los 10 más vendidos del Reino Unido. Ese mismo mes, Del Naja fue acusado de posesión de drogas. Aunque algunos críticos no sitúan al álbum 100th Window a la par de sus obras precedentes, muchos valoran la condensación de un sonido que merece ser tomado en cuenta. El disco cuenta con la colaboración en la voz y las letras de Horace Andy y Sinéad O'Connor. Sus sencillos son "Special Cases" y "Butterfly Caught".
Su siguiente álbum Danny the Dog, es la banda sonora de la película de artes marciales Unleashed, escrita por Luc Besson y dirigida por Louis Leterrier, contiene canciones que se alejan de los trapecismos sonoros de Massive Attack; donde se dejan sentir con facilidad canciones como “Simple Rules” o “I Am Home”. La canción “Right Way to Hold a Spoon” se convierte, desde la primera escucha, en uno de los momentos de mayor intensidad del álbum. El disco está lleno de sorpresas, “Two Rocks & a Cup of Water”, que se inicia con el agónico vaivén de las agujas de un reloj, y que es, junto a “Sam”, un buen ejemplo del misticismo tétrico que impregna las canciones de Massive Attack. La pieza que da título a la película, podría haber sido extraída de Mezzanine o Protection, dos de los discos clave en la carrera de la banda, por su atmósfera calmada y vibrante a la vez. La banda sonora creada por Massive Attack es un rompecabezas perfectamente ensamblado de música ambiental a ratos depresiva, a ratos esperanzadora. Sin perder en ningún momento el aura misteriosa y cerrada que destila la película de Luc Besson.
En 2006 editaron un disco doble Collected que es un recopilatorio de sus mejores canciones, más un disco de canciones b sides y rarezas, y un DVD con todos sus videos musicales. El sencillo es "Live with Me", canción que cuenta con la colaboración del cantante Terry Callier.
En 2008, Robert del Naja, con el nombre de Massive Attack, realiza la canción "Herculaneum" para la película Gomorra y obtiene el galardón a la mejor canción original en los premios David de Donatello otorgados por la Academia del Cine Italiano.
En 2009 se anuncia el lanzamiento de un EP que será prolegómeno del nuevo álbum. Este EP se titula "Splitting the Atom" y la canción que le da título está interpretada por 3D, Daddy G y Horace Andy. Las otras 3 canciones que incluye son "Pray for Rain", "Psyche" y "Bulletproof Love", interpretados por Tunde Abedimpe, Martina Topley Bird y Guy Garvey respectivamente. Así mismo se anuncia la fecha de salida de su siguiente larga duración, el quinto en su carrera, para febrero de 2010, Heligoland. Y anticipan también el sencillo "Paradise Circus", cuyo video musical con escenas de pornografía explícita sirve como buen reclamo hacia un público cada vez más distante.
El álbum finalmente se filtró por internet al principio de enero de 2010, un mes antes su lanzamiento oficial.
El 8 de febrero de 2010 salió en varias partes del mundo Heligoland disponible en 2 versiones. En Latinoamérica los últimos recitales de la banda fueron en la ciudad de Buenos Aires, República Argentina, y en el Festival Santiago Urbano Electrónico en Santiago de Chile.
En una entrevista realizada en el año 2013, Robert Del Naja confirmó que Massive Attack estuvo trabajando en un nuevo álbum que sería probablemente sacado a la venta este año y contará con la colaboración de Tricky.
"La idea sería sacar un nuevo disco el próximo año. Tricky y yo estuvimos escribiendo canciones juntos en París el año pasado, pero aún no han visto la luz del día" (Robert Del Naja, Metro, 23 de mayo de 2013).
El 28 de enero de 2016, Massive Attack lanzó un nuevo EP, Ritual Spirit. El mismo contiene cuatro nuevas canciones, que cuentan con las colaboraciones de Tricky, Young Fathers, Roots Manuva y Azekel. Todas las canciones tienen video oficial.

## Colaboradores
Cada obra del grupo musical Massive Attack tiene un gran número de vocalistas invitados, tales como: Tricky, Shara Nelson, Caroline Lavelle, Tracey Thorn de Everything but the Girl, Nicolette Suwoton, Madonna, Sarah Jay, Martina Topley-Bird, Damon Albarn, Elizabeth Fraser de Cocteau Twins, Dot Allison, Sinéad O'Connor, Hope Sandoval, la leyenda jamaiquina del reggae, Horace Andy y Björk.

## En otros medios
Neo, el protagonista de la película The Matrix, escucha «Dissolved Girl» del álbum Mezzanine, mientras ejecuta la búsqueda de Morfeo. Sin embargo, esta canción no aparece en ninguna banda sonora oficial.
En la película The Jackal (1997), se pueden apreciar dos canciones de la banda: la primera al comienzo de la película, «Superpredators», creada específicamente para la película. Y aproximadamente en la mitad del largometraje, se escucha la canción «Dissolved Girl», mientras el personaje principal (interpretado por Bruce Willis) se encuentra recostado en una bañera, bebiendo una copa de champán y realizando una llamada telefónica.
«Spying Glass» y «Karmacoma» forman parte de la banda sonora de la película 187.
A Temperance Brennan (personaje interpretado por Emily Deschanel), la protagonista de la serie Bones, también le gusta Massive Attack; considera que «es una integración fascinante de radicalismo político en la música».
«Teardrop», del álbum Mezzanine, es la canción de cabecera en los capítulos de la serie Dr. House en su versión original, pero por problemas de copyright, no es la que se utiliza en todos los países en los que se emite la serie, como por ejemplo es el caso de Latinoamérica. También aparece en uno de los capítulos de Los Simpsons.
La canción «Angel» del disco Mezzanine aparece como banda sonora en dos escenas de la película Snatch, protagonizada por Brad Pitt, Jason Statham y Alan Ford; y en las películas El vuelo del Fénix -en la escena en la que los bandidos del desierto se enfrentan con los protagonistas- Firewall -al momento de iniciar el filme, protagonizado por Harrison Ford, y Antitrust (2001) en la escena de la cocina en la que el protagonista Milo Hoffman (Ryan Phillippe) sospecha que podría ser enveneado por su novia Alice (Claire Forlani). También aparece en el comienzo del capítulo 18 de la segunda temporada de La femme Nikita, titulado Off Profile. Además esta misma canción es empleada en la campaña publicitaria de Hugo Boss (2010), en la que se contó con el actor Ryan Reynolds. También suena en el capítulo uno de la primera temporada de la serie Person of Interest durante la intervención de John Reese para detener a Stills y a sus hombres.
«Splitting the Atom», con la participación de Horace Andy, del álbum Heligoland, fue el tema de apertura de Luck, la serie de HBO, con Dustin Hoffman y Dennis Farina entre otros.
«Paradise Circus» suena de fondo en el episodio 4 de la tercera temporada de la serie True Blood, titulado "9 Crimes", cuando Stephen Moyer interpreta al vampiro William Compton mientras este entra a un club de striptease. También es el tema que suena al final del episodio 4 de la 2.ª temporada de Misfits. «Paradise Circus» es, además, la canción de presentación de créditos de la aclamada serie policial inglesa Luther (BBC América), protagonizada por Idris Elba, en sus tres temporadas (2010 - 2013).
En la película City of Industry, protagonizada por Harvey Keitel y Stephen Dorff, suena el tema «Three» del álbum Protection.
En la película de 1995 Fallen Angels del reconocido director hongkonés Wong Kar-wai se puede apreciar «Karmacoma» del álbum Protection.
La canción «Safe from Harm», del álbum de debut Blue Lines, forma parte de la banda sonora oficial de la película de Michael Mann de 1999 titulada The Insider (en España, El dilema). Con una edición especial y diferente a la original (Perfecto Mix), se emplea en la escena final, cuando el periodista Lowell Bergman, interpretado por Al Pacino, abandona la CBS.

## Discografía
Álbumes de Estudio 
- Blue Lines (1991)
- Protection (1994)
- Mezzanine (1998)
- 100th Window (2003)
- Heligoland (2010)

 Álbumes de Recopilatorio 
- Singles 90/98 (1998)
- Collected (2006)
- Selected (2006)

 Álbumes de Extended Play (EP) 
- Massive Attack EP (1992)
- Bite Size Massive Attack (2006)
- Splitting the Atom (2009)
- Atlas Air (2010)
- Ritual Spirit (2016)
- Eutopia (2020)

 Álbumes de Remasterizados 
- Mezzanine 20th Anniversary Edition (2018)

 Álbumes de Remezclas 
- No Protection (1995) (Con Mad Professor)
- Blue Lines – The Remixes (2006)
- Protection – The Remixes (2006)
- Mezzanine – The Remixes (2006)
- 100th Window – The Remixes (2006)

 Álbumes de Bandas Sonoras 
- Danny the Dog (2004)

## Galería
|                |
| Massive Attack |

|                                 |
| Massive Attack, Robert Del Naja |

|                |
| Massive Attack |

|                |
| Massive Attack |

|                                |
| Massive Attack, Grant Marshall |